# Chemnitzer Fußballclub 1999-2000
Questa voce raccoglie le informazioni riguardanti il Chemnitzer Fußballclub nelle competizioni ufficiali della stagione 1999-2000.

## Stagione
Nella stagione 1999-2000 il Chemnitz, allenato da Christoph Franke, concluse il campionato di 2. Bundesliga all'11º posto. In Coppa di Germania il Chemnitz fu eliminato al terzo turno dal Wolfsburg.

## Rosa
| N. |                     | Ruolo | Calciatore          |
| -- | ------------------- | ----- | ------------------- |
| 1  | Bulgaria (bandiera) | P     | Antonio Ananiev     |
| 2  | Serbia (bandiera)   | D     | Dražen Podunavac    |
| 3  | Germania (bandiera) | D     | Thomas Laudeley     |
| 4  | Germania (bandiera) | C     | Lutz Wienhold       |
| 6  | Germania (bandiera) | C     | Alexander Tetzner   |
| 7  | Germania (bandiera) | D     | Torsten Bittermann  |
| 8  | Germania (bandiera) | A     | Mirko Ullmann       |
| 10 | Serbia (bandiera)   | C     | Nebojša Krupniković |
| 11 | Germania (bandiera) | D     | Ulf Mehlhorn        |
| 12 | Germania (bandiera) | P     | Daniel Fröhlich     |
| 12 | Germania (bandiera) | P     | Sebastian Klömich   |
| 13 | Germania (bandiera) | C     | Kay-Uwe Jendrossek  |
| 14 | Germania (bandiera) | A     | Ronny Kujat         |
| 15 | Germania (bandiera) | D     | Jörg Weber          |

| N. |                                 | Ruolo | Calciatore       |
| -- | ------------------------------- | ----- | ---------------- |
| 15 | Germania (bandiera)             | C     | Jens König       |
| 16 | Albania (bandiera)              | C     | Ervin Skela      |
| 16 | Germania (bandiera)             | A     | Danilo Kunze     |
| 18 | Germania (bandiera)             | C     | Karsten Oswald   |
| 19 | Germania (bandiera)             | D     | Marco Franke     |
| 20 | Germania (bandiera)             | P     | Steffen Süssner  |
| 21 | Germania (bandiera)             | C     | Peer Kluge       |
| 26 | Germania (bandiera)             | A     | Mark Dittgen     |
|    | Germania (bandiera)             | P     | Steffen Süßner   |
|    | Germania (bandiera)             | C     | Sven Köhler      |
|    | Bosnia ed Erzegovina (bandiera) | A     | Alen Avdić       |
|    | Germania (bandiera)             | A     | Sebastian Hähnge |
|    | Germania (bandiera)             | A     | Christian Müller |

## Organigramma societario
Area tecnica
- Allenatore: Christoph Franke
- Allenatore in seconda: Manfred Lienemann
- Preparatore dei portieri:
- Preparatori atletici:

## Calciomercato

### Sessione estiva
| Acquisti | Acquisti         | Acquisti                 | Acquisti |
| R.       | Nome             | da                       | Modalità |
| -------- | ---------------- | ------------------------ | -------- |
| A        | Mark Dittgen     | Lokomotive Lipsia        |          |
| A        | Christian Müller | Carl Zeiss Jena          |          |
| D        | Dražen Podunavac | OFK Belgrado             |          |
| C        | Ervin Skela      | Erzgebirge Aue           |          |
| D        | Jörg Weber       | Eisenhüttenstädter Stahl |          |

| Cessioni | Cessioni        | Cessioni            | Cessioni |
| R.       | Nome            | a                   | Modalità |
| -------- | --------------- | ------------------- | -------- |
| A        | Hrvoje Erceg    | Posušje             |          |
| C        | André Krasselt  | Plauen              |          |
| C        | Hendrik Liebers | Bayer Leverkusen II |          |
| C        | Tino Wächtler   | Dresdner SC         |          |

### Sessione invernale
| Acquisti | Acquisti         | Acquisti   | Acquisti |
| R.       | Nome             | da         | Modalità |
| -------- | ---------------- | ---------- | -------- |
| A        | Alen Avdić       | Sarajevo   |          |
| A        | Sebastian Hähnge | Magdeburgo |          |

| Cessioni | Cessioni     | Cessioni | Cessioni |
| R.       | Nome         | a        | Modalità |
| -------- | ------------ | -------- | -------- |
| D        | Jan Schmidt  | Plauen   |          |
| C        | Jörg Schmidt | Plauen   |          |

## Risultati

### 2. Bundesliga

#### Girone di andata
| Arbitro: | Buchhart |

|                  |           |  |
| Dittgen 73’, 87’ | Marcatori |  |

| Arbitro: | Werthmann |

|                                      |           |  |
| Vincze 34’ Rehm 43’ Pasieka 66’, 77’ | Marcatori |  |

| Arbitro: | Scheppe |

|                                             |           |  |
| Dittgen 27’ Mehlhorn 61’ (rig.) Schmidt 87’ | Marcatori |  |

| Arbitro: | Hufgard |

|             |           |  |
| Mousavi 29’ | Marcatori |  |

| Arbitro: | Margenberg |

|              |           |               |
| Mehlhorn 36’ | Marcatori | 87’ Policella |

| Arbitro: | Hauer |

|              |           |  |
| Beliakov 37’ | Marcatori |  |

| Arbitro: | Heynemann |

|                          |           |                                                          |
| Bittencourt 8’ Labak 48’ | Marcatori | 15’ Tetzner 69’ Jendrossek 73’ (rig.) Mehlhorn 83’ Kunze |

| Arbitro: | Haupt |

|                  |           |             |
| Dittgen 80’, 90’ | Marcatori | 82’ Štefulj |

| Arbitro: | Milic |

|                     |           |                                 |
| Laudeley 80’ (aut.) | Marcatori | 49’ (rig.) Skela 85’ Jendrossek |

| Arbitro: | Anklam |

|                            |           |                             |
| Skela 45’ (rig.) Weber 87’ | Marcatori | 15’ Lämmermann 35’ Landgraf |

| Amburgo 5 novembre 1999, ore 19:00 CET 11ª giornata | St. Pauli | 0 – 0 referto | Chemnitz | Millerntor-Stadion (12 207 spett.)\| Arbitro: \| Perl \| |
| Arbitro:                                            | Perl      |               |          |                                                          |

| Arbitro: | Berg |

|           |           |                                   |
| König 27’ | Marcatori | 45’ (rig.), 79’ Lottner 47’ Kurth |

| Arbitro: | Weber |

|             |           |  |
| Luginger 3’ | Marcatori |  |

| Arbitro: | Gettke |

|                                                         |           |  |
| Bittermann 3’ Dittgen 27’ Skela 30’ Weber 63’ König 65’ | Marcatori |  |

| Arbitro: | Kinhöfer |

|                     |           |                             |
| Marić 23’ Özkan 75’ | Marcatori | 50’ Dittgen 59’ Krupniković |

| Arbitro: | Frank |

|                            |           |                           |
| Dittgen 58’, 72’ Skela 68’ | Marcatori | 9’ Peschel 41’, 70’ Weber |

| Berlino 17 dicembre 1999, ore 19:00 CET 17ª giornata | TeBe Berlino | 0 – 0 referto | Chemnitz | Mommsenstadion (2 264 spett.)\| Arbitro: \| Schütz \| |
| Arbitro:                                             | Schütz       |               |          |                                                       |

#### Girone di ritorno
| Arbitro: | Meyer |

|              |           |  |
| Witeczek 45’ | Marcatori |  |

| Chemnitz 18 febbraio 2000, ore 19:00 CET 19ª giornata | Chemnitz | 0 – 0 referto | Waldhof Mannheim | Stadion an der Gellertstraße (6 400 spett.)\| Arbitro: \| Weiner \| |
| Arbitro:                                              | Weiner   |               |                  |                                                                     |

| Arbitro: | Kemmling |

|                     |           |  |
| Vlădoiu 9’ Binz 60’ | Marcatori |  |

| Arbitro: | Weber |

|                         |           |              |
| Dittgen 53’ Ullmann 68’ | Marcatori | 27’ Dragóner |

| Arbitro: | Werthmann |

|                                                           |           |  |
| Ratkowski 3’, 63’ Nehrbauer 42’ Herzberger 53’ Spyrka 70’ | Marcatori |  |

| Arbitro: | Koop |

|                |           |                            |
| Bittermann 42’ | Marcatori | 58’ Mátyus 90’ Bittencourt |

| Arbitro: | Gagelmann |

|                       |           |  |
| Stendel 23’ Keïta 88’ | Marcatori |  |

| Arbitro: | Kinhöfer |

|                                       |           |               |
| Zepek 40’ (aut.) Krupniković 72’, 87’ | Marcatori | 78’ de Napoli |

| Arbitro: | Sippel |

|  |           |                  |
|  | Marcatori | 51’ (rig.) Skela |

| Arbitro: | Kircher |

|                  |           |              |
| Skela 11’ (rig.) | Marcatori | 19’ Beliakov |

| Arbitro: | Hufgard |

|                 |           |                                   |
| Krupniković 15’ | Marcatori | 7’ Gerber 46’ Klasnić 85’ Polunin |

| Arbitro: | Hauer |

|                            |           |               |
| Springer 20’ Hauptmann 57’ | Marcatori | 9’ Jendrossek |

| Arbitro: | Weiner |

|           |           |          |
| Skela 60’ | Marcatori | 66’ Obad |

| Arbitro: | Keßler |

|  |           |                 |
|  | Marcatori | 63’ Krupniković |

| Arbitro: | Schütz |

|             |           |           |
| Ullmann 22’ | Marcatori | 24’ Marić |

| Arbitro: | Kammerer |

|                                                         |           |           |
| Weber 9’, 25’ Schindzielorz 29’ Peschel 69’ Baştürk 77’ | Marcatori | 15’ Kujat |

| Arbitro: | Hilmes |

|           |           |  |
| Skela 14’ | Marcatori |  |

### Coppa di Germania
| Arbitro: | Kircher |

|               |           |                                        |
| Bury 63’, 90’ | Marcatori | 5’, 18’ Kunze 54’ Mehlhorn 70’ Dittgen |

| Arbitro: | Wezel |

|  |           |                                                             |
|  | Marcatori | 14’, 50’, 74’ Dittgen 28’ Wienhold 53’ Jendrossek 63’ Kujat |

| Arbitro: | Aust |

|                               |           |                                             |
| Mehlhorn 24’ (rig.) Skela 86’ | Marcatori | 38’ Nowak 45’ (aut.) Laudeley 57’ Juskowiak |

## Statistiche

### Statistiche di squadra
| Competizione      | Punti | In casa | In casa | In casa | In casa | In casa | In casa | In trasferta | In trasferta | In trasferta | In trasferta | In trasferta | In trasferta | Totale | Totale | Totale | Totale | Totale | Totale | DR |
| Competizione      | Punti | G       | V       | N       | P       | Gf      | Gs      | G            | V            | N            | P            | Gf           | Gs           | G      | V      | N      | P      | Gf     | Gs     | DR |
| ----------------- | ----- | ------- | ------- | ------- | ------- | ------- | ------- | ------------ | ------------ | ------------ | ------------ | ------------ | ------------ | ------ | ------ | ------ | ------ | ------ | ------ | -- |
| 2. Bundesliga     | 43    | 17      | 7       | 7       | 3       | 30      | 20      | 17           | 4            | 3            | 10           | 12           | 29           | 34     | 11     | 10     | 13     | 42     | 49     | -7 |
| Coppa di Germania | -     | 1       | 0       | 0       | 1       | 2       | 3       | 2            | 2            | 0            | 0            | 10           | 2            | 3      | 2      | 0      | 1      | 12     | 5      | +7 |
| Totale            | 43    | 18      | 7       | 7       | 4       | 32      | 23      | 19           | 6            | 3            | 10           | 22           | 31           | 37     | 13     | 10     | 14     | 54     | 54     | 0  |

### Andamento in campionato
| Giornata  | 1 | 2  | 3 | 4 | 5 | 6  | 7 | 8 | 9 | 10 | 11 | 12 | 13 | 14 | 15 | 16 | 17 | 18 | 19 | 20 | 21 | 22 | 23 | 24 | 25 | 26 | 27 | 28 | 29 | 30 | 31 | 32 | 33 | 34 |
| --------- | - | -- | - | - | - | -- | - | - | - | -- | -- | -- | -- | -- | -- | -- | -- | -- | -- | -- | -- | -- | -- | -- | -- | -- | -- | -- | -- | -- | -- | -- | -- | -- |
| Luogo     | C | T  | C | T | C | T  | T | C | T | C  | T  | C  | T  | C  | T  | C  | T  | T  | C  | T  | C  | T  | C  | T  | C  | T  | C  | C  | T  | C  | T  | C  | T  | C  |
| Risultato | V | P  | V | P | N | P  | V | V | V | N  | N  | P  | P  | V  | N  | N  | N  | P  | N  | P  | V  | P  | P  | P  | V  | V  | N  | P  | P  | N  | V  | N  | P  | V  |
| Posizione | 4 | 11 | 5 | 9 | 9 | 11 | 8 | 8 | 5 | 5  | 4  | 6  | 8  | 6  | 6  | 6  | 6  | 8  | 9  | 11 | 9  | 10 | 11 | 11 | 13 | 11 | 10 | 12 | 12 | 13 | 13 | 12 | 13 | 11 |

Legenda:

Luogo: C = Casa; T = Trasferta. Risultato: V = Vittoria; N = Pareggio; P = Sconfitta.

### Statistiche dei giocatori
| Giocatore      | 2. Bundesliga | 2. Bundesliga | 2. Bundesliga | 2. Bundesliga | Coppa di Germania | Coppa di Germania | Coppa di Germania | Coppa di Germania | Totale   | Totale | Totale      | Totale     |
| Giocatore      | Presenze      | Reti          | Ammonizioni   | Espulsioni    | Presenze          | Reti              | Ammonizioni       | Espulsioni        | Presenze | Reti   | Ammonizioni | Espulsioni |
| -------------- | ------------- | ------------- | ------------- | ------------- | ----------------- | ----------------- | ----------------- | ----------------- | -------- | ------ | ----------- | ---------- |
| A. Ananiev     | 32            | 0             | 1             | 0             | 3                 | 0                 | 0                 | 0                 | 35       | 0      | 1           | 0          |
| A. Avdić       | 0             | 0             | 0             | 0             | 0                 | 0                 | 0                 | 0                 | 0        | 0      | 0           | 0          |
| T. Bittermann  | 20            | 2             | 6             | 1             | 2                 | 0                 | 1                 | 0                 | 22       | 2      | 7           | 1          |
| M. Dittgen     | 34            | 10            | 4             | 0             | 3                 | 4                 | 1                 | 0                 | 37       | 14     | 5           | 0          |
| M. Franke      | 4             | 0             | 0             | 0             | 0                 | 0                 | 0                 | 0                 | 4        | 0      | 0           | 0          |
| D. Fröhlich    | 0             | 0             | 0             | 0             | 0                 | 0                 | 0                 | 0                 | 0        | 0      | 0           | 0          |
| S. Hähnge      | 1             | 0             | 0             | 0             | 0                 | 0                 | 0                 | 0                 | 1        | 0      | 0           | 0          |
| K. Jendrossek  | 24            | 3             | 6             | 0             | 2                 | 1                 | 0                 | 0                 | 26       | 4      | 6           | 0          |
| P. Kluge       | 11            | 0             | 0             | 0             | 1                 | 0                 | 0                 | 0                 | 12       | 0      | 0           | 0          |
| S. Klömich     | 0             | 0             | 0             | 0             | 0                 | 0                 | 0                 | 0                 | 0        | 0      | 0           | 0          |
| N. Krupniković | 26            | 5             | 4             | 0             | 1                 | 0                 | 0                 | 0                 | 27       | 5      | 4           | 0          |
| R. Kujat       | 23            | 1             | 1             | 0             | 2                 | 1                 | 0                 | 0                 | 25       | 2      | 1           | 0          |
| D. Kunze       | 16            | 1             | 1             | 0             | 3                 | 2                 | 0                 | 0                 | 19       | 3      | 1           | 0          |
| S. Köhler      | 16            | 0             | 2             | 0             | 3                 | 0                 | 0                 | 0                 | 19       | 0      | 2           | 0          |
| J. König       | 27            | 2             | 10            | 0             | 2                 | 0                 | 1                 | 0                 | 29       | 2      | 11          | 0          |
| T. Laudeley    | 34            | 0             | 4             | 0             | 3                 | 0                 | 0                 | 0                 | 37       | 0      | 4           | 0          |
| U. Mehlhorn    | 32            | 3             | 10            | 0             | 3                 | 2                 | 1                 | 0                 | 35       | 5      | 11          | 0          |
| C. Müller      | 0             | 0             | 0             | 0             | 0                 | 0                 | 0                 | 0                 | 0        | 0      | 0           | 0          |
| K. Oswald      | 28            | 0             | 8             | 0             | 2                 | 0                 | 1                 | 1                 | 30       | 0      | 9           | 1          |
| D. Podunavac   | 17            | 0             | 4             | 0             | 0                 | 0                 | 0                 | 0                 | 17       | 0      | 4           | 0          |
| J. Schmidt     | 5             | 0             | 0             | 0             | 1                 | 0                 | 0                 | 0                 | 6        | 0      | 0           | 0          |
| J. Schmidt     | 8             | 1             | 3             | 0             | 2                 | 0                 | 0                 | 0                 | 10       | 1      | 3           | 0          |
| E. Skela       | 32            | 8             | 4             | 0             | 3                 | 1                 | 0                 | 0                 | 35       | 9      | 4           | 0          |
| S. Süssner     | 2             | 0             | 0             | 0             | 0                 | 0                 | 0                 | 0                 | 2        | 0      | 0           | 0          |
| S. Süßner      | 0             | 0             | 0             | 0             | 0                 | 0                 | 0                 | 0                 | 0        | 0      | 0           | 0          |
| A. Tetzner     | 28            | 1             | 3             | 0             | 1                 | 0                 | 0                 | 0                 | 29       | 1      | 3           | 0          |
| M. Ullmann     | 17            | 2             | 2             | 0             | 0                 | 0                 | 0                 | 0                 | 17       | 2      | 2           | 0          |
| J. Weber       | 25            | 2             | 4             | 0             | 2                 | 0                 | 0                 | 0                 | 27       | 2      | 4           | 0          |
| L. Wienhold    | 10            | 0             | 1             | 0             | 3                 | 1                 | 1                 | 0                 | 13       | 1      | 2           | 0          |